# Gmina Raasiku
Gmina Raasiku (est. Raasiku vald) – gmina wiejska w Estonii, w prowincji Harju.
W skład gminy wchodzą:
- 2 miasteczka: Aruküla, Raasiku
- 13 wsi: Härma, Igavere, Järsi, Kalesi, Kiviloo, Kulli, Kurgla, Mallavere, Peningi, Perila, Pikavere, Rätla, Tõhelgi.

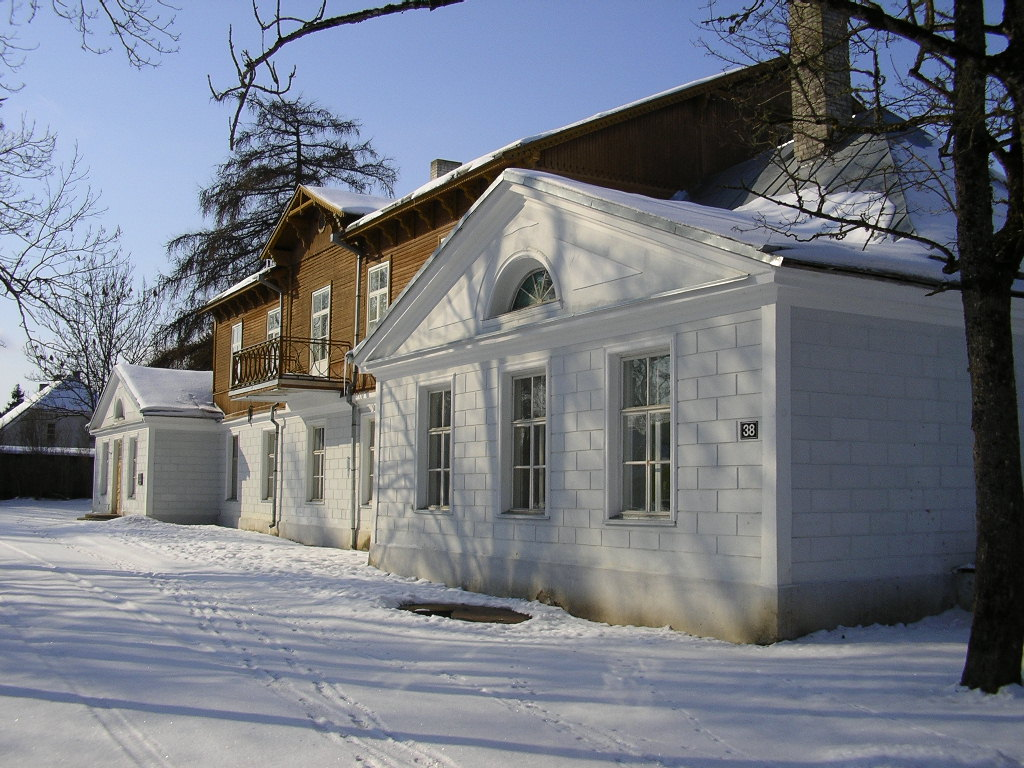
Aruküla
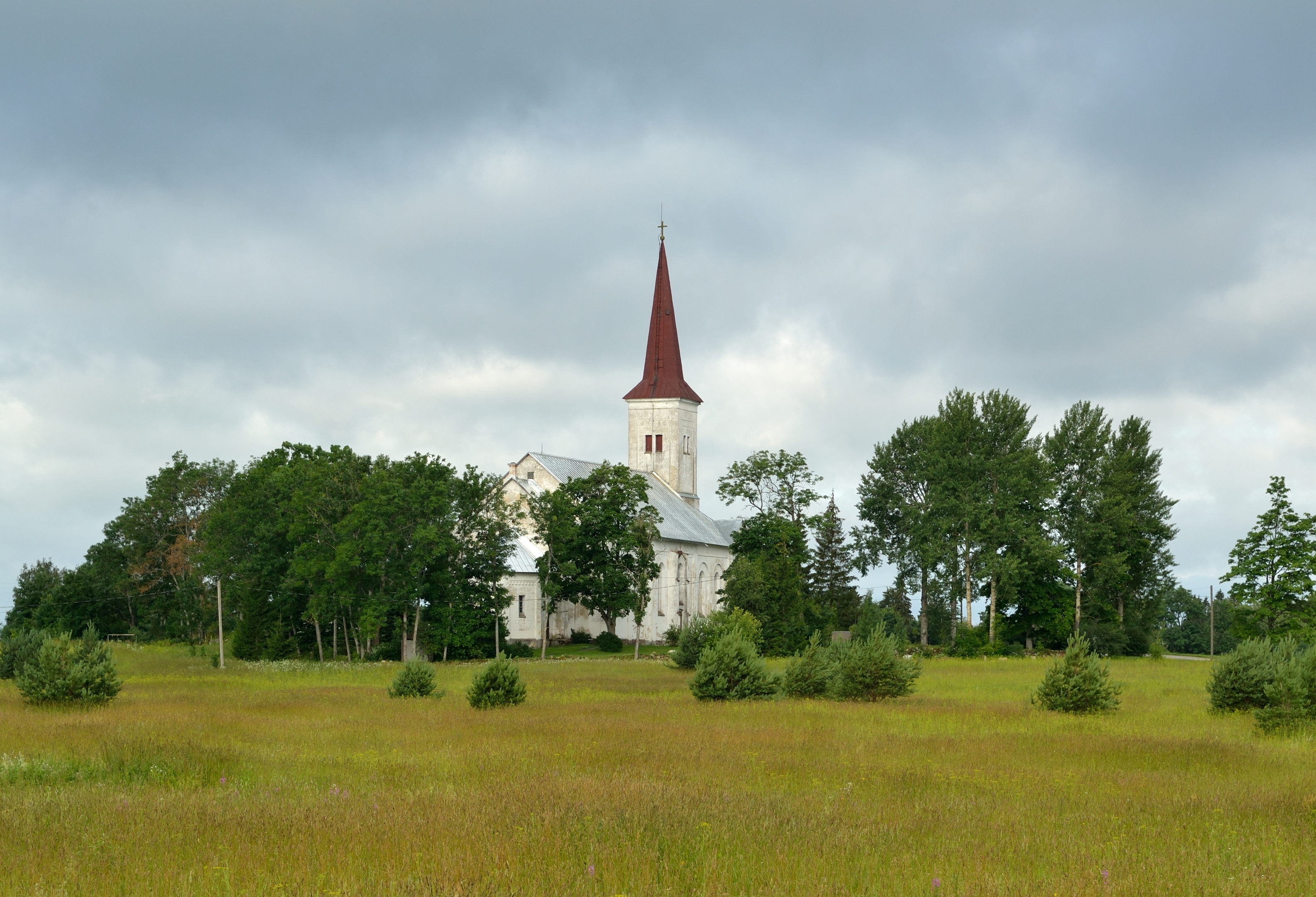
Raasiku
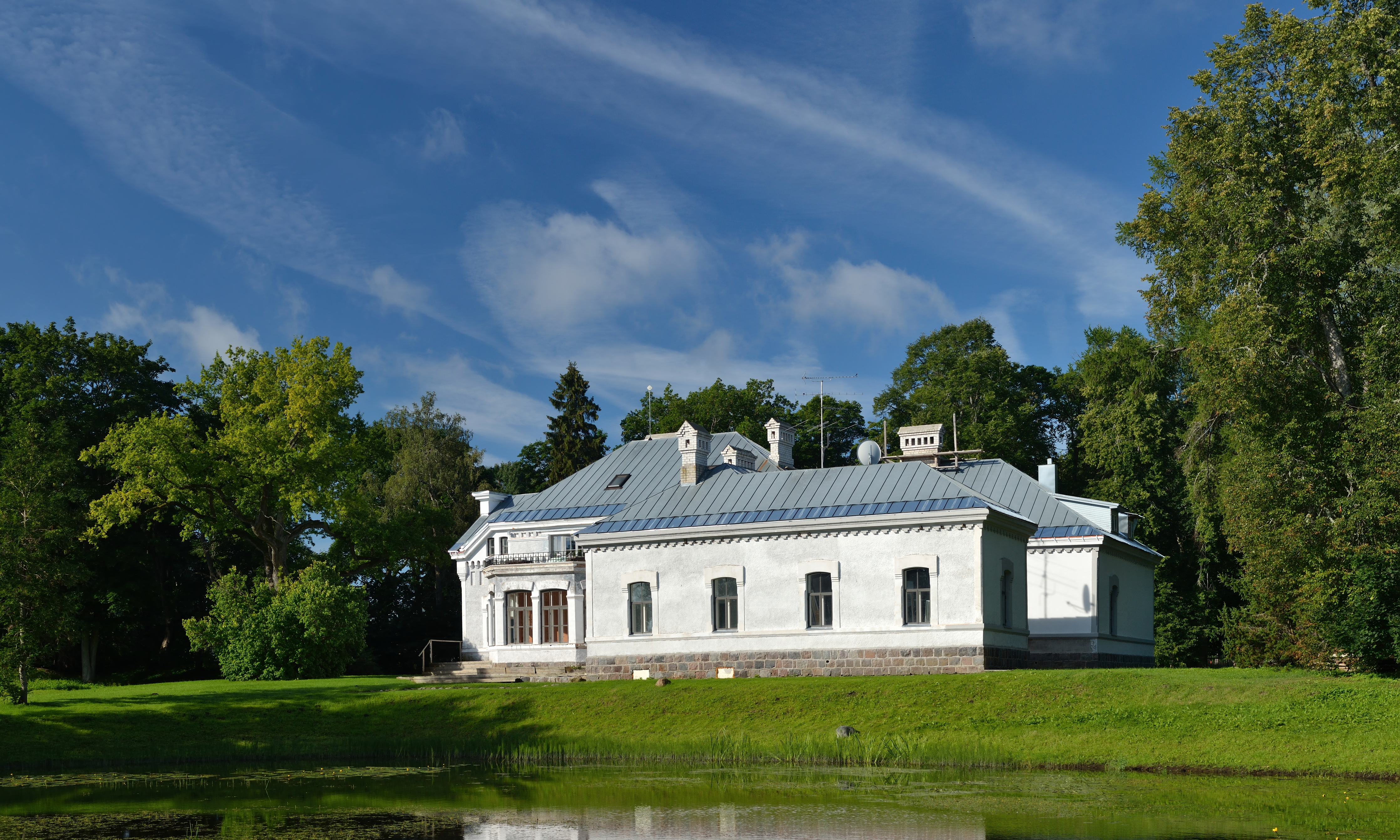
Kiviloo